# قوقع (نبات)
قوقع (الاسم العلمي: Caucanthus)، جنس نباتات مُزهرة من فصيلة الملبيغية. أعطانها الأصلية شرق إفريقيا ، مع وجود نوع واحد في جنوب السعودية (Caucanthus edulis).